# Emma Clarke
Emma Clarke nasceu em 1971, e é escritora de comédias e dramas, tendo ainda uma carreira premiada pela sua voz. O seu mais famoso trabalho, é o anúncio Mind the Gap, que é ouvido em todas as estações do Metro de Londres.